# 夢羽菜
夢羽菜（ゆうな、2001年11月10日 - ）は、日本の女優、女性アイドル。解散した「D☆SHOUT」、「フラミングの法則」の元メンバー。

## 経歴
2019年12月、SHOWROOMで配信開始。
2020年6月9日、オーディションを経て、ダンスボーカルユニット「フラミングの法則」のメンバーに選出された。
2021年6月12日、期間限定で「フラミングの法則」の姉妹グループのメンバーを兼任する事が発表され、同年7月10日、フラミングの法則YouTubeライブ配信にて、姉妹グループ名は「屋上シャウト!」、コンセプトは「青春パンクロック」と発表された。
2021年12月14日、「フラミングの法則」の解散が発表され、「屋上シャウト!」専任となった。
2022年3月14日、「屋上シャウト!」は、メンバーの変更と同時に、4月からは「D☆SHOUT」と改名して本格的に活動を開始することが発表された。
2022年6月、野中美智子をリーダーとして結成された“お笑い賞レース挑戦ユニット”である「ショウガールズ」のメンバーとなる。
2022年11月1日、「D☆SHOUT」からの卒業が発表された。
2023年1月8日、R-1グランプリ予選に出場し、一回戦を突破した。
2023年8月31日、4年間所属したシェリーズ・エンタテインメント有限会社を退所した。

## 人物
小さい頃の夢はプリキュアになること。幼い頃からダンスが好きで、小学生の頃からダンサーになるという夢を持っていた。
特技はコンテンポラリーダンス、モダンダンス、バトントワリング。
趣味は海外アーチストコンサート、愛猫いじり。

## 出演

### テレビ
- 池上彰のニュースそうだったのか（2019、テレビ朝日）-知らないと恥ずかしい消費税チェック役
- やわらかアタマが世界を救う（2019、NHK）-再現VTR
- 今夜はナゾトレ～ナゾトレ川柳四天王スペシャル～（2020年7月21日、フジテレビ） - 女子高生役で写真出演
- 全力坂（2021年4月5日、15日、28日、テレビ朝日）

### ラジオ
- ステラ☆HAPPY tune!～ペピとみゆパイのペリペリRadio～（2022年6月22日、市川うららFM）※公開録音：2022年6月4日
- ステラ☆HAPPY tune!～ペピとみゆパイのペリペリRadio～（2022年12月28日、市川うららFM）※公開録音：2022年12月3日

### CM
- 白瀧呉服店（2020年） - 2020年度振袖モデル
- 駿台電子情報＆ビジネス専門学校（2020年） - パンフレットモデル
- コカコーラ×マクドナルド Xmasキャンペーン（2020年12月） - Webモデル「今年もみんなと音楽ができたことを感謝 ありがとう！バンド仲間」（夢羽菜）
- 千葉県清水公園 WEB CM（2021年11月20日-） [13]
- ニトリ WEB CM（2022年） - 電動ベッドで変わる、くつろぎタイム編[14]
- 大旭建業 WEB CM（2022年3月25日-） [15]
- Cotoka for PC 情シス応援編 横河レンタ・リース WEB CM（2023年2月28日-） [16]
- 父と娘の風景／相鉄東急直通記念ムービー WEB CM（2023年3月16日 - 9月15日） [17] ※歴代娘役

### Music Vdeo
- 2021年7月、熊田茜音（声優、歌手）の3rdシングル「ココロハヤル[※ 2]」 ※女子高校生役。[18]。
- 2021年7月、コレって恋ですか？の3rdシングル「共存伝心ドリーマー」（2021年10月3日リリース）※バレリーナ役。[19]

### 舞台
- 優しい魔法のとなえ方 2020 ～ヒロセプロジェクト舞台公演第30弾・HIROSE PROJECT LIVE vol.30～（2020年1月30日 - 2月2日、ラゾーナ川崎プラザソル）
- GO,JET!GO!GO!vol.7 ～そんなヒロシに騙されて～（2020年3月12日 - 3月23日、A-Garage）
- 『無風』『あの匂い』～未来演劇部 第三弾 ノスタルジックな秋の二本立て公演～（2020年9月29日 - 10月4日、スターフィールド劇場）
- JULIET（A班）（2021年1月20日 - 1月25日、A-Garage）※1月23日の公演のみ配信でも公開
- GO,JET!GO!GO!vol.9 ～ラストメモリーは突然に～（2021年4月7日 - 12日、A-Garage）※B班夏代役・A班美月役
- 「プレイス」ft.GJ-featuring GO,JET!-（2021年12月2日 - 6日、A-Garage）※A班夏代役
- ショウガールズ!〜眩しいほど華麗なネタ祭〜（2022年6月30日、早稲田クローバースタジオ）
- ショウガールズ! vol.2（2022年7月26日、池袋東口ゲキパ）
- TRUE or FALSE（2022年08月17日-21日、溝ノ口劇場）※A班絵馬煌良役
- ショウガールズ! vol.3（2022年8月22日、早稲田クローバースタジオ）
- ショウガールズ! vol.4（2022年9月27日、池袋東口ゲキパ）
- ショウガールズ! vol.5（2022年10月27日、池袋東口ゲキパ）
- ショウガールズ! vol.6（2022年11月30日、池袋東口ゲキパ）
- ショウガールズ! vol.7（2022年12月28日、池袋東口ゲキパ）
- ショウガールズ! vol.8（2023年1月30日、池袋・ロイヤルプラザII 3F）
- 星降る学校（2023年2月23日 - 2月27日、両国・Air studio）[※ 3]
- ショウガールズ! vol.9（2023年2月28日、池袋東口ゲキパ）
- ショウガールズ! vol.10（2023年3月28日、池袋・ロイヤルプラザII 3F）
- ショウガールズ! vol.11（2023年4月17日、池袋西口GEKIBA）
- Comedy女子『Timing』（2023年4月25日 - 30日、アトリエファンファーレ高円寺）
- ショウガールズ! vol.12（2023年5月19日、池袋・ロイヤルプラザII 3F）
- ショウガールズツアー2023（2023年6月2日[名古屋]・3日[大阪]・23.24.25日[東京]）
- 夢羽菜充電完了フェス（2023年10月12日、池袋西口GEKIBA）
- ショウガールズ! vol.16（2023年10月31日、池袋西口GEKIBA）
- ショウガールズ! vol.17（2023年11月24日、大塚ドリームシアター）
- ショウガールズ! vol.18（2023年12月26日、大塚ドリームシアター）
- ショウガールズ！vol.19（2024年01月19日、東池袋デューク）
- ショウガールズ！vol.20（2024年02月28日、大塚ドリームシアター）
- ショウガールズ！vol.21（2024年03月30日、大塚ドリームシアター）
- グレアムボックス×ショウガールズ・コラボコントLIVE「コメンジャーズ」（2024年04月20日、大塚ドリームシアター）
- ショウガールズ！vol.22（2024年04月30日、池袋西口GEKIBA）
- ショウガールズ！vol.23（2024年05月29日、池袋西口GEKIBA）
- ショウガールズ！vol.24（2024年06月18日、大塚ドリームシアター）
- ショウガールズ 2th Anniversary show「WARAKATSU」（2024年7月19日 - 21日、池袋西口GEKIBA）

　・ショウガールズ 第1回単独ライブ「∞⼑流〜エイトウリュウ〜」（2024年7月19日）

　・燃ゆるレジーナ初単独ライブ「愛姍姍」（2024年7月20日）

　・ショートガールズ初単独ライブ「イメチェン」（2024年7月20日）

　・「ショウガールズの花束みたいなガールズトークvol.2」（2024年7月20日）

　・「VSショウガールズ!!」（2024年7月21日）

　・「リクエストネタ祭り!!」（2024年7月21日）

### オンライン演劇
- 手のひらをスポットライトに～KoiKoiに降る物語（2020年12月8日 - 11日）※諸橋カスミ役

### ライブストリーミング放送
- 芸人人生ゲーム〜第7世代の女芸人として売れろ〜（2021年1月31日）
- 馬鹿ゲームメンバーがガチ飲み会しているのを見守る夜（2021年1月31日）
- ムートン伊藤の無料案内所！（2021年4月20日、Youtube）

### トークライブ・イベント
- いとちゃんういちゃん！馬鹿ゲームライブ！おでんが美味しい季節です。（2020年11月25日、四谷lotus）
- いとちゃんういちゃん！馬鹿ゲームライブ！あと15日で2021!!（2020年12月17日、四谷lotus）
- ミウラ三ツ星の三ツ星占い研究所（2021年1月28日、早稲田クローバースタジオ）
- THIS WITH ITちゃん（2021年2月27日、早稲田クローバースタジオ）
- MUCHALOR JAPAN〜終始ムチャ振りするライブ〜（2021年3月10日、早稲田クローバースタジオ）
- コント大好き!プププのプー!（2021年3月19日 - 21日、早稲田クローバースタジオ）
- MUCHALOR JAPAN 2nd season（2021年6月9日、早稲田クローバースタジオ）
- いとちゃんういちゃん!馬鹿ゲームライブ!（2021年6月16日、早稲田クローバースタジオ）
- 馬鹿フェス!2022!（2022年2月18日 - 20日、早稲田クローバースタジオ）
- ハッピーミュージックアワー『音バラ』Vol.7（2022年6月24日、四谷LOTUS）
- 馬鹿ゲームライブ!vol.25～中秋のめうぃげつ～（2022年9月15日、早稲田クローバースタジオ）
- ガンバレ☆お笑いフェスティバル～HARUKAZE主宰ライブ旗上げ戦～（2022年11月4日、池袋東口ゲキパ）※ショウガールズ
- プロレスリングwave×ショウガールズ チートデー'23〜美と笑いのブーケ達〜（2023年6月14日、アミスタ）
- ショウガールズツアー2023 番外編イベント（2023年6月21日 - 22日、アトリエファンファーレ東新宿）
- 夢羽菜充電完了フェス!!（2023年10月12日、池袋西口GEKIBA）